# 1939年海地修憲公投
1939年海地憲法公投於1939年7月23日舉行。海地居民被要求對憲法修正案作公投決定是否批准。

## 背景
在1915年至1934年美國佔領海地期間，斯泰尼奥·樊尚於1930年11月當選為該國總統。他一直任職到1941年，當時他通過全民公決成功地延長了憲法規定的任期。
1939年，樊尚完全廢除了總統直選和全民公決，因為他認為這兩者都是“浪費時間”。海地議會於1939年8月8日將改革付諸實施。
憲法修正案的要點是：
- 重新界定「海地人」的地位
- 由國民議會會議選舉總統
- 授予總統隨時更換由他任命的十名參議員的權利
- 任命前總統為終身參議員，以及由議會（而不是公民投票）決定憲法修正案。

## 結果
官方結果是230,949票贊成，只有566票反對。這些提案得到了99.9%的選民的批准，並於8月8日由議會生效。
這次公投在文獻中被描述為海地歷史上眾多「不在場」公投之一。